# Sadhguru
Sadhguru Jaggi Vasudev (Mysore (India), 3 september 1957) of kortweg Sadhguru ("ware goeroe") genoemd, is een spiritueel denker en spreker die tevens optreedt als raadsman voor onder meer de Verenigde Naties, onderwijsinstellingen uit de Academic Ranking of World Universities (ARWU) en grote technologiebedrijven zoals Microsoft en Google.

## Spiritueel werk
Sadhguru opereert zowel als yogi, mysticus als auteur van meerdere bestsellers. Hij werd in 2017 bekroond met de Padma Vibhushan-prijs als erkenning door de Indiase overheid voor zijn bijdrage aan de spiritualiteit.
Sadhguru heeft de Isha Foundation opgericht, een non-profitorganisatie die yogaprogramma's over de hele wereld aanbiedt. Daarnaast richt de organisatie zich op het verbeteren van het milieu, onderwijs en sociale inclusie.
Hij spreekt regelmatig over religieuze, filosofische en levensbeschouwelijke onderwerpen op podia als TED en de World Economic Forum. Eveneens sprak hij tijdens de Australian Leadership Retreat, de Indian Economic Summit en op de Universiteit van Oxford, Yale-universiteit, de Wharton School, Stanford-universiteit, Harvard-universiteit, London School of Economics en Massachusetts Institute of Technology.

## Publicaties
- Adiyogi: The Source of Yoga, ISBN 9352643925
- Inner Engineering: A Yogi's Guide to Joy, ISBN 0-8129-9780-8, 9780812997804
- Encounter the Enlightened, ISBN 81-86685-60-X
- Mystic's Musings, ISBN 81-86685-59-6
- Joy 24x7, ISBN 978-81-7992-914-8
- Pebbles of Wisdom, ISBN 978-81-7992-952-0
- The Mystic Eye, ISBN 81-7992-883-7
- Essential Wisdom from a Spiritual Master, ISBN 81-7992-882-9
- Flowers on the Path, ISBN 81-87910-05-4
- Himalayan Lust, ISBN 978-81-8495-076-2
- Eternal Echoes: The Sacred Sounds Through the Mystic, ISBN 81-87910-02-X
- Dhyanalinga: The Silent Revolution, ISBN 81-87910-00-3
- Dhyanalinga: The Eternal Form
- Circus of The Mind, ISBN 81-87910-10-0
- Unleashing The Mind, ISBN 81-87910-08-9
- Good And Bad Divides The World, ISBN 81-87910-07-0
- Enlightenment: What It Is, ISBN 81-87910-06-2
- Sacred Space For Self-transformation, ISBN 81-87910-09-7
- Ancient Technology For The Modern Mind, ISBN 81-87910-11-9
- Three Truths of Well Being, ISBN 978-0-670-08706-8
- Midnights with the Mystic, ISBN 978-1-57174-561-3
- A Guru Always takes you for a Ride, ISBN 978-81-87910-53-4
- Ancient Technology For The Modern Mind, ISBN 978-81-87910-11-4
- Don't Polish Your Ignorance....it may shine, ISBN 978-81-8495-200-1
- Of Mystics & Mistakes, ISBN 978-81-8495-308-4
- Body - The Greatest Gadget/Mind Is Your Business, ISBN 978-93-5083-360-5
- Emotion The Juice Of Life : Compulsiveness To Consciousness, ISBN 978-93-5083-362-9
- Encounter the Enlightened, ISBN 978-81-86685-60-0
- Sadhguru Biography-More Than A Life, ISBN 978-0-670-08512-5